# Tiếng Bắc Âu Greenland
Tiếng Bắc Âu Greenland là một ngôn ngữ German Bắc được nói tại các điểm dân cư người Norse tại Greenland cho tới khi họ biến mất vào thế kỷ 15. Ngôn ngữ này được ghi nhận trong 50 bản khắc chữ Rune, nhiều trong số đó khó xác định niên đại và không chắc chắn liệu có phải đã được khắc bởi người sinh ra tại Greenland hay không.
Khó mà xác định được các đặc điểm ngôn ngữ riêng biệt của tiếng Bắc Âu Greenland từ những bản Rune có được. Tuy vậy, có nhiều bản khắc cho thấy người viết dùng t thay cho þ trong những từ như torir (thay vì þorir) và tana (thay vì þana). Điều tương tự cũng xảy ra song song ở các phương ngữ tiếng Na Uy miền tây vào cuối thời Trung Cổ. Tiếng Bắc Âu Greenland cũng lưu giữ một vài nét đã mất đi ở các ngôn ngữ German Bắc khác, bao gồm các cụm phụ âm đầu hl và hr (mà ngoài ra chỉ còn được lưu giữ trong tiếng Iceland), và nguyên âm œ, mà đã hợp nhất vào æ tiếng Iceland nhưng được giữ lại trong tiếng Na Uy cổ.
Tiếng Bắc Âu Greenland nhiều khả năng đã có tiếp xúc với tiếng Inuit Greenland, ngôn ngữ của người Kalaallit, và đã để lại một số từ mượn. Ví dụ, từ Kalaaleq (dạng cổ Karaaleq) tiếng Inuit Greenland, nghĩa là người Greenland, được cho là bắt nguồn từ Skrælingr, từ mà người Norse dùng để chỉ tộc người họ gặp ở Bắc Mỹ. Từ kona, nghĩa là phụ nữ, cũng có lẽ mang gốc Bắc Âu.
Tiếng Bắc Âu Greenland đã biến mất cùng với người Norse Greenland vào cuối thế kỷ 15-đầu thế kỷ 16.

## Ví dụ
Bản khắc Kingittorsuaq có niên đại năm 1300, được phát hiện gần Upernavik. Nhiều khả năng nó được khắc bởi người Norse.
| Chuyển tự Latinh | Bản dịch |  |
| el=likr * sikuaþs: so=n:r * ok * baan=ne: torta=r son: ok enriþi * os son: laukardak*in: fyrir * gakndag hloþu * ua=rda te * ok rydu: | Ellikr Sikuaþssonr và Baanne Tortarson và Enriþi Osson, ngày thứ bảy trước chủ nhật Rogation làm những hòn đá này thành đống và sạch sẽ(?) |  |

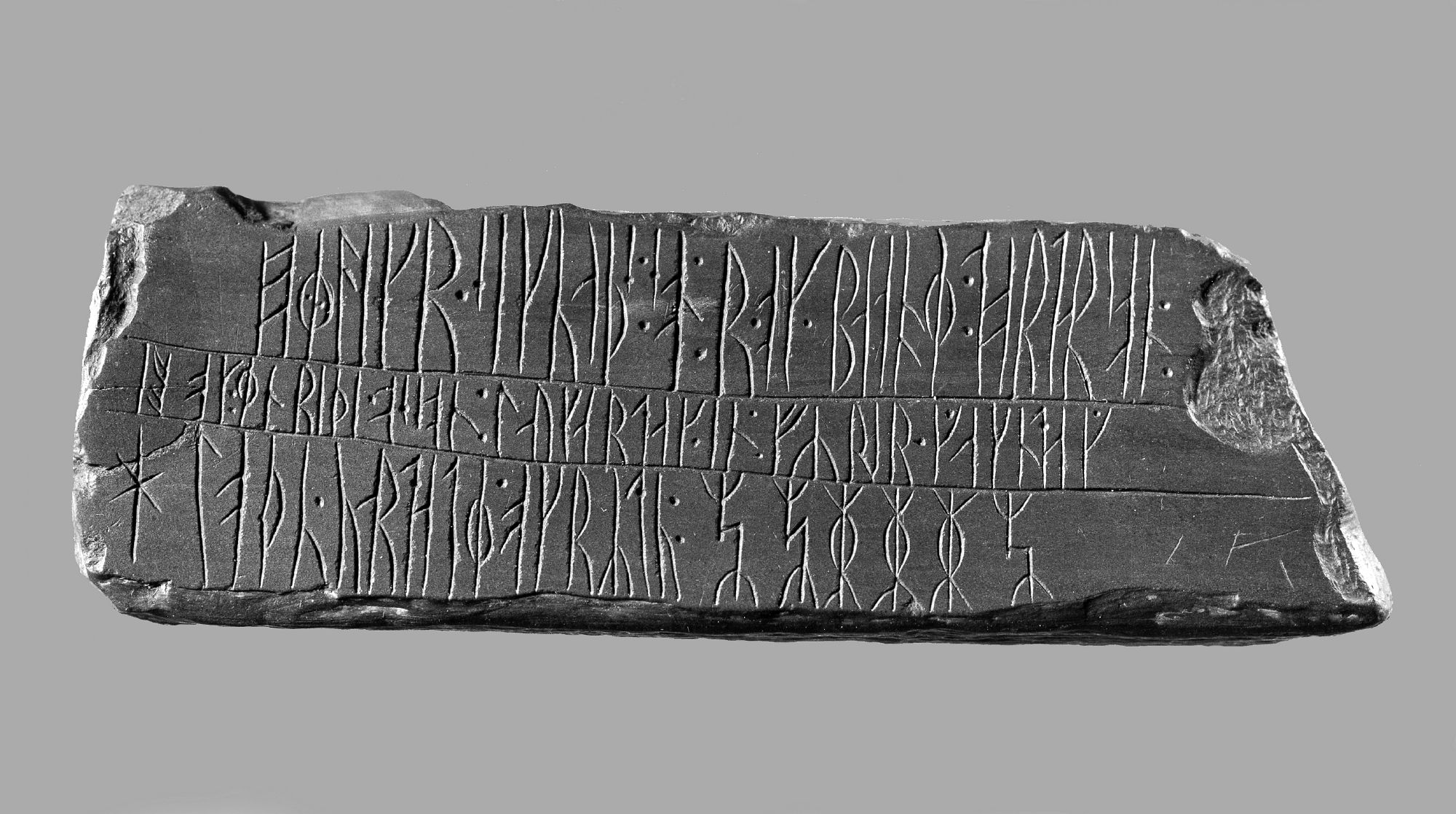
The Kingittorsuaq Runestone

Phụ danh Tortarson (tiếng Bắc Âu cổ chuẩn: Þórðarson) cho thấy sự thay đổi từ þ thành t còn từ hloþu (tiếng Iceland cổ hlóðu, tiếng Na Uy cổ lóðu) cho thấy sự lưu giữ phụ âm đầu hl.